# Stiftung Schriftkultur
Stiftung Schriftkultur e. V. ist der Name eines gemeinnützigen Vereins mit Sitz in Homburg, der das Kulturgut Schrift in vielfältiger Form fördert und im In- und Ausland zahlreiche Kontakte zu ähnlichen Einrichtungen unterhält. Wichtigster Kooperationspartner ist das Deutsche Zeitungsmuseum in Wadgassen.

## Ziele
Der Stiftungsverein fördert und verbreitet die Schriftkunst, Kalligrafie und Typografie, indem er Kurse, Workshops und Vorträge und Ausstellungen zu diesen Themen durchführt. Es werden auch eigene Publikationen herausgegeben; eine weltweite Kooperation mit Künstlern, Sammlern, Wissenschaftlern und Institutionen wird aufgebaut, wobei die vielen bereits bestehenden Beziehungen der Gründerin Katharina Pieper und anderer Mitglieder genutzt werden. Eine Umwandlung des Vereins in eine offizielle Stiftung ist geplant.

## Geschichte und Entwicklung
Der Stiftungsverein wurde 2016 von der Schriftkünstlerin Katharina Pieper gegründet. Er hat über 130 Mitglieder, die aus ganz Deutschland, Österreich, Spanien, der Schweiz und aus Belgien kommen. Darunter sind auch bekannte Persönlichkeiten wie Klaus Kell, Roger Münch, Gottfried Pott, die belgische Schriftstellerin und Kalligrafin Joke van den Brandt und der spanische Professor für Paläografie Diego Navarro Bonilla.
Der Sitz des Vereins befindet sich seit 2017 im Ostflügel von Gut Königsbruch. Hier ist auch eine Galerie entstanden, in der regelmäßig Ausstellungen zur Schriftkunst und -kultur stattfinden. Außerdem ist dort auch das Jean-Larcher-Archiv untergebracht, in dem der Nachlass des französischen Schriftkünstlers Jean Larcher aufbewahrt und der Öffentlichkeit zugänglich gemacht wird. Es wurde auch eine Bibliothek aufgebaut, die neben vielen Fachbüchern auch Fachzeitschriften und Dokumentationen aus aller Welt enthält. Im Gewölbekeller unter der Galerie befindet sich ein kleines Museum für Kalligrafie und Handschrift mit wechselnden Ausstellungen und einem historischen Überblick über die Entwicklung unserer Schrift. Die angeschlossene Akademie veranstaltet Kurse, Vorträge sowie Ausstellungs- und Museumsbesuche. In kalligrafisch gestalteten Rundbriefen wird regelmäßig über die Arbeit des Vereins berichtet.
Über den Verein wurde in regionalen und überregionalen Medien berichtet, unter anderem in einem Filmbericht der Sendereihe „Wir im Saarland“ des Fernsehsenders SR, im OPUS Kulturmagazin sowie in den Vereinsorganen kalligrafischer Gesellschaften in Belgien, in den Niederlanden und in der Schweiz.
Von April bis Ende Juni 2019 stellte der Verein in der Ausstellung Ein Jahrhundert – zwei Schriftkünstler mit Gudrun Zapf-von Hesse (1918–2019) und Helmut Matheis (1917–2021) die beiden damals ältesten lebenden Schriftkünstler des westlichen Kulturkreises vor. Im August 2019 fand die Ausstellung Schriftkunst aus Syrien statt, in der Ayham Najjar, ein aus Syrien geflüchteter Künstler, seine arabischen Kalligrafien vorstellte. Im März 2021 wurde die Ausstellung Heimat im Licht der Wandlung eröffnet. In ihr zeigt Katharina Pieper eine neu entwickelte Kombination von Fotografien mit kalligrafisch gestalteten eigenen Texten. 2022 wurden in der Ausstellung Brief-Kunst aus Frankreich – kreative kalligrafische Briefumschläge von Jean Larcher etwa 80 künstlerisch gestaltete Briefumschläge gezeigt, die er an Katharina Pieper geschrieben hat. Seit Mai 2023 läuft die Ausstellung Durch die Zeit geschrieben – 40 Jahre Kalligrafie von Katharina Pieper.